# Eric Liddell
Eric Henry Liddell (Tiencsin, 1902. január 16. – Vejhszin, 1945. február 21.) skót atléta, rögbijátékos, misszionárius, a Tűzszekerek (1981) című film ihletője, az 1924. évi nyári olimpiai játékok férfi 400 méteres síkfutás versenyszámának olimpiai bajnoka.

## Élete
Eric Liddell presbiteriánus misszionárius szülők gyermekeként született Kínában. Ötéves volt, amikor Skóciába költöztek. Apja rajongott a sportért, mindig figyelemmel kísérte az olimpiai játékokat. „Úgy fuss, hogy elvedd a jutalmat” – mondogatta fiának mindennemű küzdéssel kapcsolatban. Eric megfogadta az apai tanácsot, rendszeresen járt bibliaórákra, látogatta a betegeket, mindig barátságos volt az osztálytársaihoz, különösen azokhoz, akik fizikailag gyengébbek voltak, mint ő. Az iskolában hamar kitűnt sportteljesítményével, megnyerte az Év sportolója címet, már tizenöt évesen kapitány mind a krikett-, mind a rögbicsapatban. Az iskola igazgatója szerint minden verseny előtt kezet rázott versenyzőtársaival, és „sohasem a dicsőségvágy hajtotta”.
Kifogástalan keresztény életvitele és népszerűsége folytán a Glasgow-i Evangéliumi Szövetség (GSEU) szóvivőjének választotta. Abban reménykedtek, hogy Eric nagy tömegeket fog vonzani, és sokan fogják hallani az evangéliumot. Testvérével, Robbal felvételt nyertek az Edinburghi Egyetemre, ahol a tanulás mellett futott és rögbizett. Az egyetem Tom McKerchar edzőt jelölte ki számára, aki mikor először látta őt futni, „ágaskodó cirkuszi lónak” nevezte, de meglátta a benne rejlő lehetőséget. Az újságok hamarosan kedvenc útvonalairól cikkeztek, potenciális olimpikonként és a leggyorsabb skótként emlegették, hiszen Liddell előtt skót még nem nyert aranyérmet az olimpián.
Eric megdöbbentette a világot azzal a bejelentésével, hogy vasárnap, a nyugalom napján – amikor is az Úrral és pihenéssel tölti az idejét – esze ágában sincs holmi olimpia ürügyén megváltoztatni addigi menetrendjét. A döntését több hónappal az 1924-es nyári párizsi olimpia előtt meghozta, így éppen abban a számban, a 100 méteres síkfutásban diszkvalifikálta magát, melyben a legeredményesebb volt, és a britek is ebben a számban várták tőle az aranyérmet. Egyesek szerint maga az angol király is megpróbálta rábeszélni, hogy „a haza dicsőségéért” mégis versenyezzen, Liddell azonban így felelt: „Isten parancsa előbbre való, mint a haza dicsősége. Vasárnap nem futok.” Eric célja Isten dicsőítése volt, nem engedte, hogy bárki vagy bármi közé és Isten közé férkőzzön. Végül az Olimpiai Bizottság két másik versenyt ajánlott fel számára, melyeket nem vasárnap tartottak: a 200 méteres és a 400 méteres síkfutást.
A 400 méteres futás napján Liddell a rajtvonalnál állt, amikor váratlanul egy amerikai masszőr egy darabka papírt csúsztatott a kezébe. „Mert akik engem tisztelnek, azoknak tisztességet szerzek” – szólt az idézet Sámuel első könyvéből. Liddell, markában Isten igéjével futotta végig a távot. Teljesítménye minden várakozást felülmúlt, hiszen nemcsak a versenyt nyerte meg, hanem világrekordot döntött 47,6 másodperces idővel, öt méterrel maga mögött hagyva az ezüstérmes versenyzőt. A verseny után megkérdezték a „szárnyaló skótot” sikere titkáról, mire ő annyit mondott: „Isten misszionáriusnak hívott el, de adott gyorsaságot is, és amikor futok, érzem, hogy Isten kedvét leli bennem… Az első 200 méterben mindent beleadtam, de a második 200 métert csak Isten segítségével tudtam végigfutni.” Néhány nappal az „aranyfutás” előtt Liddell 200 méteren bronzérmet szerzett a döntőn, maga mögött tudva Harold Abrahamst, akivel ez volt a második és egyben utolsó alkalma a versenyzésre.
Párizs után Liddell visszatért Észak-Kínába, ahol – szülei nyomdokait követve – misszionáriusként tevékenykedett 1925 és 1943 között. „Mi mindannyian misszionáriusok vagyunk. Bárhol is vagyunk, vagy Krisztushoz vezetjük közelebb az embereket, vagy eltaszítjuk őket Tőle. Isten királyságának dolgozunk” – szólt ars poeticája. Misszionárius munkája mellett továbbra is versenyzett, több bajnokságot nyert. A futás mellett misszionárius-tanárként tanított egy angol–kínai iskolában, majd a szegény gyerekek intézetében bibliai, tudományos és atlétikai ismereteit egyaránt megosztotta a gyerekekkel. Liddell segítségével épült fel a Miny-juan Stadion is, melyet javaslatára a Chelsea-futballpálya alapján készítettek el. Beleszeretett egyik tanítványába, a tizenhét éves kanadai származású Florence McKenzie-be, aki az eljegyzést követően Kanadába utazott, hogy három évvel később szakképzett ápolónőként térhessen vissza. Eric Liddell és Florence McKenzie Tianjinben, 1934-ben házasodtak össze.
Miután a japánok megtámadták Pearl Harbort, Amerika is belépett a háborúba. Kína és Japán háborúban állt, 1941-től már veszélyessé vált a helyzet, ezért a brit kormány felszólította az angol lakosokat, hogy hagyják el az országot. Liddell várandós feleségét két lányával Kanadába küldte, ő maga azonban Kínában maradt, orvos bátyjához csatlakozott, és Sanghaj közelében tanított. 1943-ban a területet elfoglalták a japánok, mindenütt banditák garázdálkodtak, éhség és félelem uralkodott. Időközben a japánok elfoglalták a missziós állomást is, amelynek minden lakosa hadifogolytáborba került. A japánok hamarosan Ericre bízták a tábor megszervezését. Több mint kétezer ember, köztük négyszáz gyerek tartozott az irányítása alá.

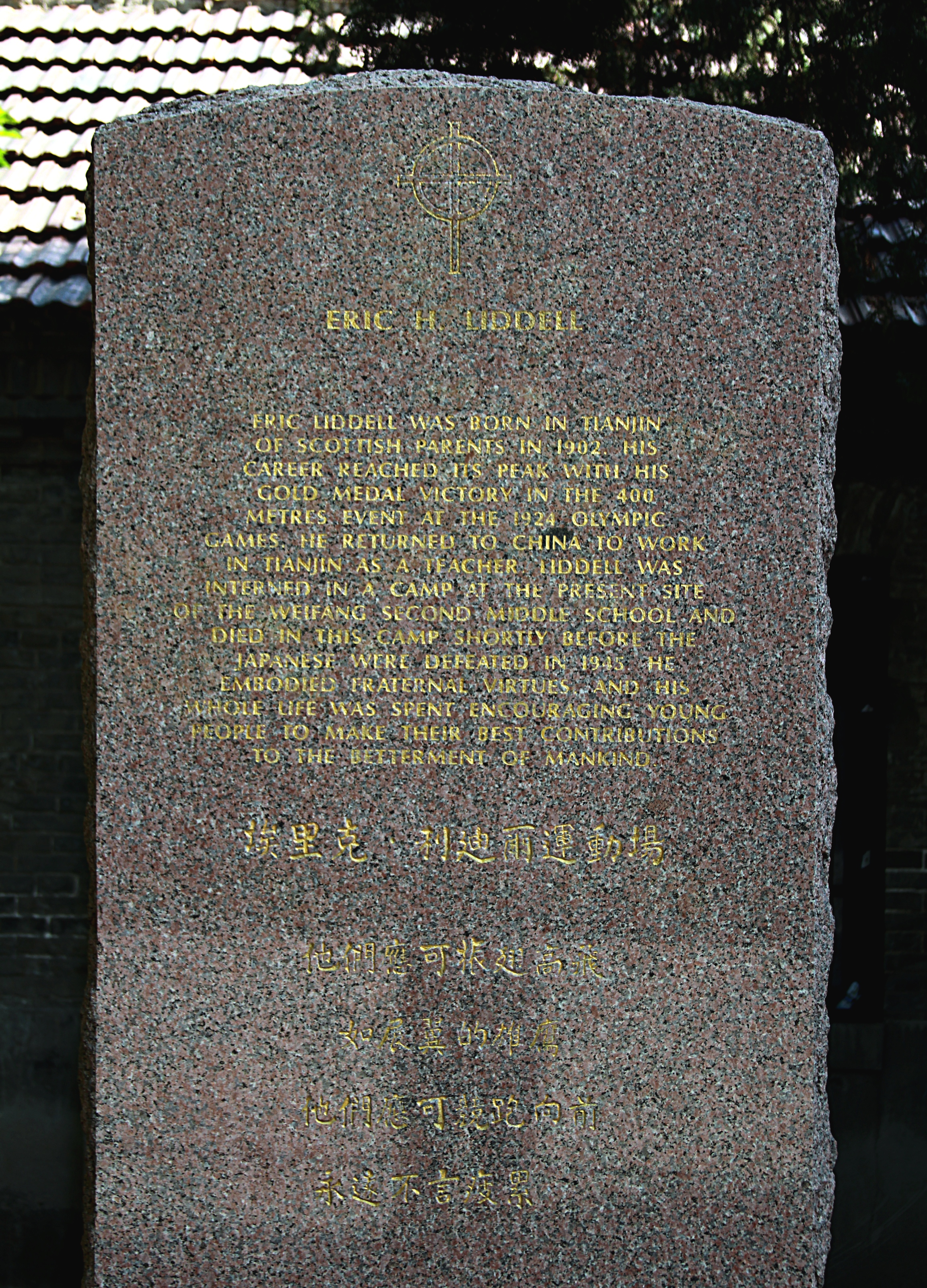
Eric Liddell emlékműve a weifangi táborhelyen

Halála napján feleségéhez írt utolsó levelében ideg-összeroppanásról panaszkodott a túlhajszoltság miatt, de valójában gyógyíthatatlan agytumorban szenvedett. 1945. február 21-én, öt hónappal a felszabadulás előtt halt meg a japán weifangi munkatáborban. Utolsó két szava ez volt: „Teljes odaadás".
Röviddel halála előtt Winston Churchill elérte, hogy néhány foglyot szabadon engedjenek. Liddell is köztük lett volna, de átengedte helyét egy állapotos fogolytársának. Nem csupán a táborlakók, hanem Skócia is gyászba borult, különösen a fiatalok napokig siratták. Hadifogolytársai szerint „ő volt a legkiválóbb keresztény, soha senkire nem volt egy rossz szava”. Futócipőjét a tábor egyik cipőtlen gyerekének adta, aki később negyven évig volt misszionárius Japánban. Noha származására nézve nem volt kínai, Sicsiacsuangban, a Mártírok Mauzóleumában helyezték örök nyugalomra.
1991-ben tiszteletére emlékművet állítottak a weifangi táborhelyen, melyre Ézsaiás szavait vésték: „[akik az Úrban bíznak, erejök megújul] szárnyra kelnek, mint a saskeselyűk, futnak, és nem lankadnak meg...”